# Aphrodisium semipurpureum
Aphrodisium semipurpureum là một loài bọ cánh cứng trong họ Cerambycidae.